# 柱岳 (天草市)
柱岳（はしらんだけ）は、熊本県天草市にある山である。標高432.3メートル。
山とその周辺は森林に覆われており、一町田川水系の久留川・路木川水系の路木川や水道川の源流がある。